# Seleção Catalã de Basquetebol
A Seleção Catalã de Basquetebol é a equipe que representa a Catalunha em partidas internacionais. A equipe é gerida pela Federação Catalã de Basquetebol (catalão:Federació Catalana de Basquetbol) e não é filiada a FIBA e atua apenas em amistosos e torneios amistosos sendo que o Torneo de Las Naciones foi sua última aparição.

## História
Catalunha iniciou a jogar em 1927 com uma partida amistosa contra o Hindú Club de Buenos Aires, Argentina. Catalunha perdeu por 50–16.
Entre 1929 e 1936, a equipe jogou alguns amistosos contra combinados de outras regiões europeias.
Em abril de 1980, o combinado catalão jogou algumas partidas contra o combinado do País Basco e outras importantes seleções da época como Jugoslávia, União Soviética e Tchecoslovaquia.
Em 1992, o combinado catalão enfrentou a Croácia e foi derrotada por 118-82 com 30 pontos de Toni Kukoč e 21 pontos de Dražen Petrović. O jogo foi disputado na recém inaugurada Olympic arena .

## Jogos Disputados
| Data                   | Sede            | Time da Casa | Visitante       | Score   |
| ---------------------- | --------------- | ------------ | --------------- | ------- |
| Abril de 1980          | Valls           | Catalunha    | País Basco      | 102–84  |
| Abril de 1980          | Vic             | Catalunha    | País Basco      | 99–92   |
| Abril de 1980          | Vitoria-Gasteiz | País Basco   | Catalunha       | 96–101  |
| Abril de 1980          | Bilbao          | País Basco   | Catalunha       | 129–124 |
| 28 de abril de 1980    | Badalona        | Catalunha    | União Soviética | 97–109  |
| Junho de 1982          | Barcelona       | Catalunha    | Brasil          | 81–76   |
| Junho de 1982          | Barcelona       | Catalunha    | França          | 111–98  |
| Junho de 1982          | Barcelona       | Catalunha    | Checoslováquia  | 110–94  |
| 26 de dezembro de 1987 | Barcelona       | Catalunha    | Iugoslávia      | 95–120  |
| 24 de maio de 1992     | Badalona        | Catalunha    | Croácia         | 82–118  |
| 27 de junho de 2002    | Barcelona       | Catalunha    | Croácia         | 82–75   |
| 20 de junho de 2002    | Badalona        | Catalunha    | Cuba            | 101–70  |
| 6 de junho de 2008     | Girona          | Catalunha    | Checoslováquia  | 79–81   |
| 7 de junho de 2008     | Girona          | Catalunha    | Portugal        | 93–63   |
| 26 de junho de 2009    | Bilbao          | Catalunha    | Canadá          | 68–69   |
| 26 de junho de 2009    | Bilbao          | Catalunha    | Galícia         | 93–72   |
| 2 de junho de 2010     | Lugo            | Catalunha    | País Basco      | 76–72   |
| 3 de julho de 2010     | Lugo            | Catalunha    | Lituânia B      | 78–67   |

## Jogadores Notáveis
- Pau Gasol
- Marc Gasol
- Juan Carlos Navarro
- Rudy Fernández
- Raül López
- Ricky Rubio